# Takahiro Yamanishi
Takahiro Yamanishi (jap. 山西 尊裕 Yamanishi Takahiro; ur. 2 kwietnia 1976) – japoński piłkarz.

## Kariera klubowa
Od 1995 do 2008 roku występował w klubach Júbilo Iwata i Shimizu S-Pulse.

## Kariera reprezentacyjna
W 1995 roku Takahiro Yamanishi zagrał na Mistrzostwach Świata U-20.